# Юрская федерация
Юрская федерация — швейцарская секция Международного товарищества рабочих (Первого Интернационала), находившаяся под сильным влиянием анархистских и федералистских идей Михаила Бакунина.
Архив Юрской федерации находится в Международном институте социальной истории в Амстердаме.

## История

### Истоки

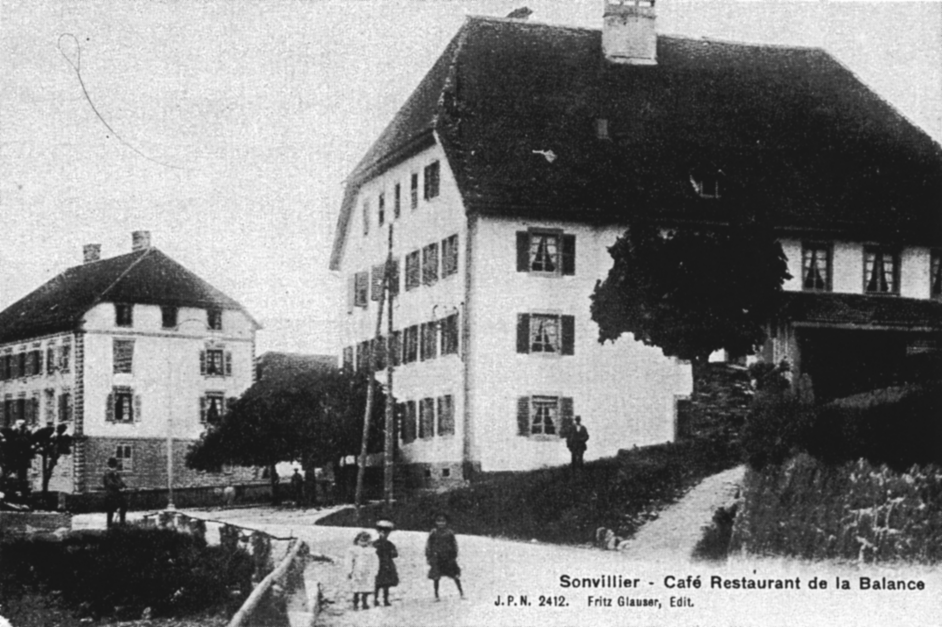
Отель де ла Баланс в Сонвийе, где 12 ноября 1871 года была основана Юрская федерация

Призыв к объединению рабочих разных стран, сделанный в Лондоне в 1864 году при основании Первого Интернационала, способствовал развитию рабочего движения, в том числе в Швейцарии, где с 1866 года начинает складываться местная секция МТР. Особенно активными были секции в Ле Локле и Сонвийе, возглавляемые Джеймсом Гильомом и Адхемаром Швицгебелем, соответственно. Члены данной организации были, по большей части, часовщиками и граверами. Впоследствии к данной секции примкнули многие политические иммигранты, участники Парижской коммуны, а также русские революционеры, среди которых был и Михаил Бакунин.
Члены данной организации были сторонниками анархистского коллективизма, что подразумевало передачу средств производства в коллективное пользование работников и объединение отдельных производственных и территориальных коллективов в федерации. Они выступали против парламентаризма, в связи с чем конфликтовали с другими западно-швейцарскими секциями. Такая позиция способствовала расширению влияния секции коллективистов в Швейцарии.

### Возникновение Юрской федерации

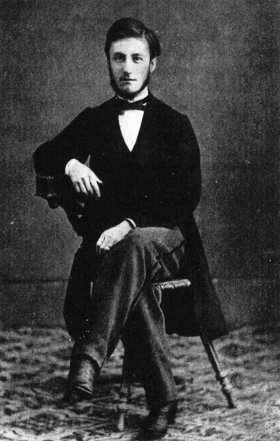
Джеймс Гильом, один из самых активных членов федерации.

Юрская федерация была основана в Сонвийе 12 ноября 1871 года. В федерации объединилось большинство западных швейцарских групп, стоявших на антиэтатистких федералистских принципах, чьей идеологией был анархо-коллективизм. Они выступали против решений Лондонской конференции 1871 года. В результате конфликта с Генеральным советом Юрская федерация, равно как и другие анархистские секции были исключены из МТР на Гаагском конгрессе 1872 года.
При этом именно анархисты из Юрской федерации, в частности Джеймс Гильом, сыграли важную роль в приходе Петра Алексеевича Кропоткина к анархизму. В своих воспоминаниях Кропоткин так описывал свои впечатления от знакомства с членами Юрской федерации в 1872 году:

сознание полного равенства всех членов федерации, независимость суждений и способов выражения их, которые я замечал среди этих рабочих, а также их беззаветная преданность общему делу еще сильнее того подкупали мои чувства. И когда, проживши неделю среди часовщиков, я уезжал из гор, мой взгляд на социализм уже окончательно установился. Я стал анархистом.

### Центр антиавторитарного Интернационала

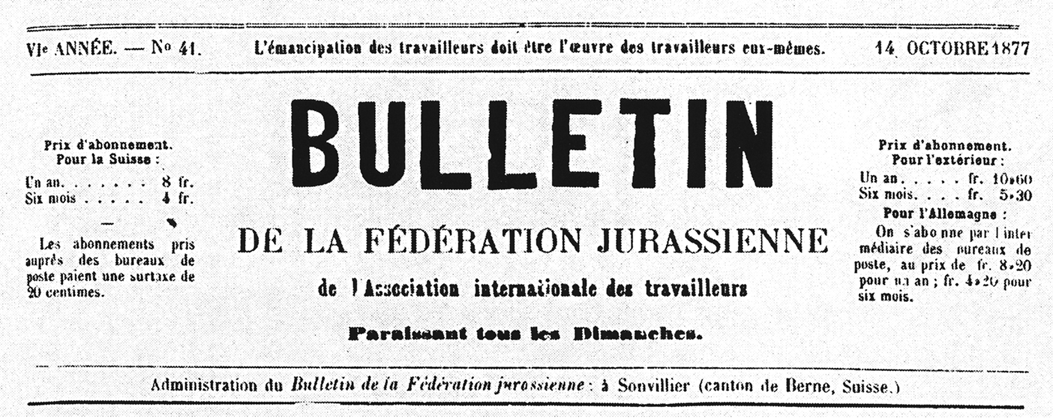
Печатный орган Юрской федерации Bulletin de la Fédération jurassienne

Исключенные из Первого Интернационала группы провели 15-17 сентября 1872 года конгресс, в ходе которого был основан Сент-Имьенский анархистский Интернационал (конгресс проходил в Сент-Имьене), впрочем они продолжали при этом называть себя Международным товариществом рабочих. Совместно со Швейцарской секцией в него вошли федерации Бельгии, Англии, Голландии, Италии и Испании, а также часть французской федерации (позднее присоединились лассальянцы из Германии). За время существования данного Интернационала было проведено 4 конгресса: в 1873 в Женеве, в 1874 в Брюсселе, в 1876 в Берне и в 1877 в Верьвье (Бельгия). Его печатным органом был Bulletin de la Fédération jurassienne de l’Association internationale des travailleurs, издававшийся с 1872-го по 1878-й годы, и имел около 600 подписчиков примерно в 10 странах.
В 1873-1874 годах в Юрскую федерацию входило порядка 300—400 активистов, состоявших в двух десятках секций, располагавшихся в Западной Швейцарии.

### Упадок
Причин упадка Юрской федерации было несколько. Среди них были раскол внутри анархистского Интернационала между умеренными и радикалами, реструктуризация часовой промышленности, а также переезд Джеймся Гильома в Париж в 1878 году. Последний конгресс федерация провела в 1880 году.